# Reims Polar 2021
Le Reims Polar 2021, 1re édition du festival, se déroule du 26 au 30 mai 2021.

## Déroulement et faits marquants
Le Grand prix est décerné au film La Loi de Téhéran de Saeed Roustayi qui remporte aussi le prix de la critique,.

## Les jurys

### Compétition
- Jacques Weber (président du jury), réalisateur et scénariste
- Pascale Arbillot, actrice
- Lucas Belvaux, réalisateur
- Dali Benssalah, acteur
- Laurent Chalumeau, écrivain et scénariste
- Négar Djavadi, romancière
- Anne Parillaud, actrice
- Jean-Paul Salomé, réalisateur et scénariste

## Sélection

### En compétition
- Watch List de Ben Rekhi  Philippines
- Berlin Alexanderplatz de Burhan Qurbani  Allemagne
- La Loi de Téhéran (Metri Shesh Va Nim) de Saeed Roustayi  Iran
- Boîte noire de Yann Gozlan  France
- Il sindaco del Rione Sanità de Mario Martone  Italie
- Storia di vacanze (Favolacce) de Damiano et Fabio D'Innocenzo  Italie
- Deliver Us from Evil (Daman Akeseo Goohasoseo) de Hong Won-chan  Corée du Sud
- Marché noir (Koshtargah) de Abbas Amini  Iran
- Unidentified (Neidentificat) de Bogdan George Apetri  Roumanie

### Hors compétition
- Sons of Philadelphia (Brothers by Blood) de Jérémie Guez  France  Belgique  États-Unis
- Silk Road de Tiller Russell  États-Unis
- Hasta el cielo de Daniel Calparsoro  Espagne
- Every Breath You Take de Vaughn Stein  États-Unis
- L'Ennemi de Stephan Streker  Belgique  Luxembourg  France

### Sang Neuf
- La Troisième Guerre de Giovanni Aloï  Espagne
- Rounds de Stephan Komandarev  Bulgarie
- Vaurien de Peter Dourountzis  France
- Shorta de Anders Ølholm et Frederik Louis Hviid  Danemark
- Assandira de Salvatore Mereu  Italie
- Ulbolsyn de Adilkhan Yerzhanov  Kazakhstan

## Palmarès
- Grand Prix : La Loi de Téhéran de Saeed Roustayi
- Prix du jury : Marché noir d’Abbas Amini
- Prix du public : Boîte noire de Yann Gozlan
- Prix de la critique : La Loi de Téhéran de Saeed Roustayi